# Barcode Brothers
Barcode Brothers var en dansk trance-duo, der bestod af Anders Øland og Christian "CMN" Møller Nielsen. Duoen blev dannet i 1999 og brød samme år igennem med singlen "Dooh Dooh" på Universal Music. Singlen blev også et hit i Tyskland, hvor den solgte over 100.000 eksemplarer. Gruppen hittede yderligere med singlerne "It's a Fine Day" (2000), "Flute" (2000) og "SMS" (2002) fra debutalbummet, Swipe Me, der bl.a. var produceret af trance-produceren Michael Parsberg, som også stod bag Safri Duo. "Dooh Dooh" vandt Årets danske klubhit i 2000, mens Swipe Me blev Årets danske dance udgivelse i 2001 ved  Danish Music Awards. Swipe Me solgte 65.000 eksemplarer i Danmark.
I 2002 udgav Barcode Brothers deres andet album, BB02, hvorfra singlen "SMS" blev et hit. Stilen på albummet er mere poppet i forhold til debutalbummet, ligesom Anders Øland synger på flere af numrene (heriblandt "SMS"). Duoen gik i opløsning i 2004.
Før Barcode Brothers blev en realitet, remixede Christian Møller Nielsen for bl.a. Me & My, Backstreet Boys og Los Umbrellos og var sangskriver for Dr. Baker, Tiggy m.fl. Anders Øland var med til at skrive "Doctor Jones" til Aqua til deres debutalbum, Aquarium (1997).
"Dooh Dooh" er desuden blevet brugt som temasang i standupcomedyprogrammet Dybvaaaaad! på TV 2 Zulu, hvor ordene "dooh dooh" er udskiftet med "dyb dyb" efter værten Tobias Dybvads efternavn.

## Diskografi

### Album
- 2000: Swipe Me
- 2002: BB02

### Singler
| År                                                       | Titel                              | Højeste placering       | Højeste placering | Højeste placering | Højeste placering | Højeste placering | Album                 |
| År                                                       | Titel                              | Danmark [kilde mangler] | Frankrig          | Schweiz           | Tyskland          | Østrig            | Album                 |
| -------------------------------------------------------- | ---------------------------------- | ----------------------- | ----------------- | ----------------- | ----------------- | ----------------- | --------------------- |
| 1999                                                     | "These Boots are Made for Walking" | —                       | 76[a]             | —                 | —                 | —                 | Ikke udgivet på album |
| 1999                                                     | "Dooh Dooh"                        | 4                       | —                 | 89                | 17                | 36                | Swipe Me              |
| 2000                                                     | "Flute"                            | 7                       | —                 | —                 | 41                | 46                | Swipe Me              |
| 2000                                                     | "It's a Fine Day"                  | 2                       | —                 | —                 | —                 | —                 | Swipe Me              |
| 2000                                                     | "Tele"                             | 4                       | —                 | —                 | —                 | —                 | Swipe Me              |
| 2000                                                     | "Train"                            | —                       | —                 | —                 | —                 | —                 | Swipe Me              |
| 2002                                                     | "SMS"                              | —                       | —                 | —                 | 52                | —                 | BB02                  |
| 2002                                                     | "Akustik"                          | —                       | —                 | —                 | —                 | —                 | BB02                  |
| 2023                                                     | "Dooh Dooh (Stereo Sound)"         | —                       | —                 | —                 | —                 | —                 | Ikke udgivet på album |
| 2024                                                     | "ULTRA LOVE (Flute)"               | —                       | —                 | —                 | —                 | —                 | Ikke udgivet på album |
| 2025                                                     | "Good Good Life"                   | —                       | —                 | —                 | —                 | —                 | Ikke udgivet på album |
| "—" markerer en udgivelse der ikke opnåede en placering. |                                    |                         |                   |                   |                   |                   |                       |

- ↑[a] "These Boots are Made for Walking" opnåede en placering som #74 i 2004.